# 韓興杓
韓 興杓（ハン・フンピョ、朝鮮語: 한흥표、1948年 - ）は、朝鮮民主主義人民共和国の政治家。咸鏡北道人民委員会委員長、清津市人民委員会委員長、朝鮮労働党中央委員会委員候補などを歴任した。

## 経歴
1948年に生まれた。出生地は不明。2002年7月に咸鏡北道人民委員会副委員長に任命された。2003年に清津市人民委員会委員長に転じ、清津市電や下水道の改善に尽力し、北朝鮮政府機関紙「民主朝鮮」から高い評価を得た。2009年10月に咸鏡北道人民委員会委員長に任命され、2010年3月に訪朝した韓長賦吉林省省長と羅津港や清津港の開発について討議した。2010年9月28日に開催された朝鮮労働党第3回党代表者会で、朝鮮労働党中央委員会委員候補に選出された。2011年8月に咸鏡北道人民委員会委員長を解任された。

## 参考サイト
- 북한정보포털

| 先代朴壽吉 | 咸鏡北道人民委員会委員長2009年 - 2011年 | 次代李相官 |